# 프리퀄
프리퀄(prequel)은 이전 작품의 이야기에 선행하는 사건에 초점을 맞춰 원작의 서사보다 앞선 시기를 다루는 문학이나 연극, 영화 작품을 말한다. 프리퀄은 선행 작품의 배경 이야기를 구성하는 작품이다.
"프리퀄"이라는 용어는 20세기에 만들어진 신조어로, 접두사 "pre-"('이전의'를 뜻하는 라틴어 prae에서 유래)와 "sequel"(속편)의 합성어이다.
속편과 마찬가지로, 프리퀄은 원작의 플롯과 관련이 있을 수도 있고 없을 수도 있다. 프리퀄은 대개 원작의 사건으로 이어지는 배경을 설명하지만, 때로는 그 연관성이 명확하지 않을 수 있다. 일부 프리퀄은 관객이 이후에 일어날 일을 알고 있다는 점을 이용하여, 의도적인 언급을 통해 극적 아이러니를 만들어내기도 한다.

## 역사
"프리퀄"이라는 단어는 최근에 생겼지만, 이 개념에 부합하는 작품들은 오래전부터 존재했다. 《퀴프리아》는 청중들이 호메로스 서사시 사건들을 알고 있다고 전제하고, 《일리아스》 이전의 사건들만을 다루어 일종의 서문 역할을 했다.
《옥스퍼드 영어사전》에 따르면, "프리퀄"이라는 단어가 처음 인쇄물에 등장한 것은 1958년 《판타지 & SF 매거진》의 앤서니 부셔의 기사에서였다. 이는 제임스 블리시의 1956년 작품 《그들은 별들을 가질 것이다》(They Shall Have Stars)를 설명하는 데 사용되었는데, 이 작품은 그의 1955년 작 《지구인 귀환》(Earthman Come Home)에서 소개된 이야기를 확장한 것이었다. 그러나 크리스토퍼 톨킨은 1977년 《실마릴리온》의 역사에 대해 쓰면서, 그의 아버지 J. R. R. 톨킨이 1955년 이후 어느 시점에 《반지의 제왕》과 《실마릴리온》 사이의 관계를 정의하라는 요구를 받았을 때 "매우 특이한 단어인 '프리퀄'을 만들어냈다"고 주장한다.
이 용어는 1970년대와 1980년대에 일반적으로 사용되기 시작했다.